# Resolutie 972 Veiligheidsraad Verenigde Naties
Resolutie 972 van de Veiligheidsraad van de Verenigde Naties werd unaniem aangenomen op 13 januari 1995.

## Achtergrond
Na de hoogdagen onder het decennialange bestuur van William Tubman, die in 1971 overleed, greep Samuel Doe de macht. Zijn dictatoriale regime ontwrichtte de economie en er ontstonden rebellengroepen tegen zijn bewind, waaronder die van de latere president Charles Taylor. In 1989 leidde de situatie tot een burgeroorlog waarin de president vermoord werd. De oorlog zou nog voortduren tot 1996.

## Inhoud

### Waarnemingen
Er waren diplomatieke inspanningen van ECOWAS aan de gang om tot een nieuw akkoord tussen de Liberiaanse fracties te komen in Accra. Intussen werd de situatie in Liberia verergerd door de instroom van wapens, ondanks het wapenembargo. Ook de humanitaire situatie
ging daarbij achteruit. De Liberiaanse leiders werden opgeroepen het staakt-het-vuren na te komen en te ontwapenen.

### Handelingen
Het mandaat van de UNOMIL-Waarnemingsmacht werd verlengd tot 13 april 1995. De partijen moesten samenwerken aan het staakt-het-vuren, ontwapening, demobilisatie en de installatie van een nieuwe staatsraad. De secretaris-generaal werd gevraagd tegen 1 maart te
rapporteren over de situatie. De lidstaten waren verplicht het wapenembargo tegen Liberia na te leven. De partijen in Liberia moesten dan weer de veiligheid van het VN- en hulppersoneel in hun land verzekeren en het internationaal
humanitaire recht respecteren.

## Verwante resoluties
- Resolutie 911 Veiligheidsraad Verenigde Naties (1994)
- Resolutie 950 Veiligheidsraad Verenigde Naties (1994)
- Resolutie 985 Veiligheidsraad Verenigde Naties
- Resolutie 1001 Veiligheidsraad Verenigde Naties

Lijst ·  970 ·  971 ·  972 ·  973 ·  974 ·  975 ·  976 ·  977 ·  978 ·  979 ·  980 ·  981 ·  982 ·  983 ·  984 ·  985 ·  986 ·  987 ·  988 ·  989 ·  990 ·  991 ·  992 ·  993 ·  994 ·  995 ·  996 ·  997 ·  998 ·  999 ·  1000 ·  1001 ·  1002 ·  1003 ·  1004 ·  1005 ·  1006 ·  1007 ·  1008 ·  1009 ·  1010 ·  1011 ·  1012 ·  1013 ·  1014 ·  1015 ·  1016 ·  1017 ·  1018 ·  1019 ·  1020 ·  1021 ·  1022 ·  1023 ·  1024 ·  1025 ·  1026 ·  1027 ·  1028 ·  1029 ·  1030 ·  1031 ·  1032 ·  1033 ·  1034 ·  1035